# Drac Màgic
Drac Màgic es una cooperativa del ámbito de la cultura fundada el noviembre de 1971 en Barcelona por Dolors Manté dedicada a la divulgación y estudio de la cultura audiovisual, con una perspectiva feminista. La organización fue pionera en Cataluña en la elaboración de propuestas didácticas y programas de formación dirigidos a docentes y alumnado, además de producir materiales didácticos sobre cine y cultura audiovisual.

## Historia
La cooperativa surgió en el contexto del final del franquismo en España y creció en la transición democrática. Iniciada en 1970 la cooperativa se fundó en noviembre de 1971, convirtiéndose en un espacio pionero de difusión y análisis de la cultura audiovisual con mirada feminista. El colectivo fue dirigido hasta 1982 por su fundadora Dolors Manté. 
Las personas que arrancaron el proyecto, Dolors Manté, Ramon Rull, Toni Batllori, Montserrat Lluch, con el apoyo de otras personalidades del mundo del cineclubismo y del teatro, consiguieron empezar gracias al compromiso de algunas escuelas, con la complicidad de los movimientos de renovación pedagógica, el Colegio de Doctores y Licenciados de Cataluña; también con exhibidores como los que conformaban el histórico "Círculo A" y su sala ARS en la calle Atenas. También con la complicidad de plataformas de educación artística como el movimiento Rialles y su programa "Pedagogía del Espectáculo"; con Cavall Fort impulsando junto con el mencionado Rialles el doblaje de películas infantiles, de la mano, años después, de la gestión hábil y competente de Victòria Vila explican Marta Selva y Anna Solà.
En 1986 el equipo gestor estaba formado por Marta Selva, Anna Solà, Raquel Aranda, Mirito Torreiro y José Enrique Monterde. A partir de 1989 la dirección fue asumida por Marta Selva, Anna Solà y Raquel Aranda.
El grupo, interesado en la elaboración de propuestas didácticas y programas dirigidos al mundo de la enseñanza, se ha centrado desde sus orígenes en la organización de actividades culturales mediante la realización de ciclos especializados y muestras de cine. Desde 1993 organiza en Barcelona la Muestra Internacional de Cine de Mujeres de Barcelona, que ha proyectado en tres décadas más de un millar de películas dirigidas por mujeres de más de un centenar de países.
La organización es miembro del International Council for Educational Media (ICEM), de la  Asociación Europea del Cine para la infancia y la juventud y de la Asociación de Festivales de Cine Europeos. 
En 1976 contribuyó a la creación de la Asociación Cultural Cavall Fort-Drac Màgic-Rialles, dedicada a la promoción y doblaje al catalán de cine infantil y en 1977 a la creación de Distribucions Imatge. La primera película infantil doblada al catalán fue La Ventafocs, película checa dirigida por Václav Vorlícek.

## Mostra Internacional de Films de Dones

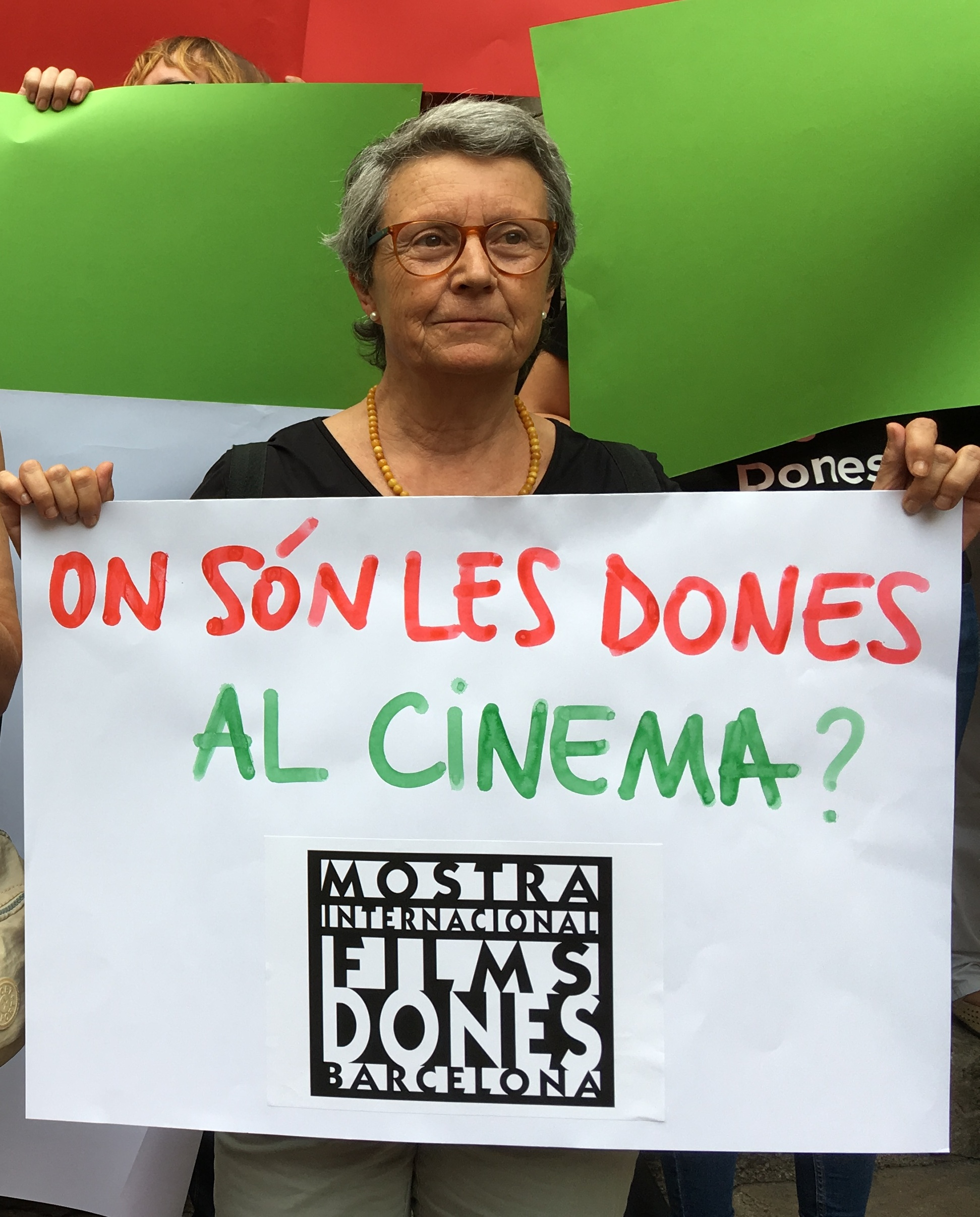
¿Donde están las mujeres en el cine? Marta Selva en la protesta "On son les dones?" Barcelona 2017

La cooperativa se especializó en cine de mujeres y en 1993 creó la Muestra Internacional de Cine de Mujeres de Barcelona. 
De este proyecto derivó el Video del minuto. Un espacio propio, un film colectivo. Proyecto Internacional de videocreación de mujeres que nace en 1997. Posteriormente se ha ido incorporando a otras muestras y festivales de ámbito nacional e internacional, como el Festival International de Cine de Mujeres de Créteil. 
Cada convocatoria propone la creación de una pieza realizada por mujeres, de un minuto de duración y consistente en un único plano, a partir de un eje temático. Actualmente el Video del Minuto, está coordinado y convocado anualmente por Trama -que nace en 2002, como «Coordinadora de Muestras y Festivales de Cine Video y Multimedia realizados por mujeres».

## Premios y reconocimientos
- Premi Sant Jordi 1980 a la mejor película infantil, concedido a la asociación formada con Caball Fort y Rialles;
- Premio Ciudad de Gijón 1982 «por su tarea de difusión del cine en la escuela»;
- Premio de Cinematografía de la Generalidad de Cataluña (1983, a la mejor distribuidora; 1989, «a la mejor contribución personal o colectiva que incremente el patrimonio cinematográfico de Cataluña»)
- Premio de la Semana del Cine Catalán de Mataró en 1985 a la asociación conjunta con Caball Fort y Rialles, «por su tarea en favor del catalán»;
- Premio Nacional d' Audiovisual 2005 de la Generalidad de Cataluña.[7]
- Placa al trabajo Presidente Macià (2016),
- Premio para la Diversidad en el Audiovisual (2016), otorgado por la Mesa para la Diversidad Audiovisual, que es una entidad promovida por el Consejo del Audiovisual de Cataluña (CAC).[8][9]

El 2021, varias entidades conmemoraron el cincuentenario de Drac Màgic. La Filmoteca de Cataluña organizó varios actos agrupados en las temáticas «Cine e historia», «Cine y educación» y «Programación familiar».